# 焦谭
焦谭（1930年—2017年7月5日），辽宁省昌图县人，中华人民共和国政治人物。

## 生平
1947年11月参加革命工作，1950年11月加入中国共产党。1983年12月19日，黑龙江省总工会第五届委员会选举产生常务委员会，15名常委，陈有义担任主席，焦谭与王靖、陈世军、曹秀英、侯旭宇担任副主席。1991年11月，离休。2017年7月5日在哈尔滨逝世，享年87岁。